# Hala bedi irratia
Hala Bedi Irratia es una emisora de radio fundada el 4 de agosto de 1983 en Vitoria. Hala Bedi nace como consecuencia de una revolución popular, y con el objetivo de conseguir dar voz a aquellos que no tienen, y ofrecer un periodismo libre y diferente. Se trata de una emisora donde practican la autogestión, por lo que se trata de una radio de libre montaje.
Su enfoque principal son los temas sociales de actualidad, así como también la economía, la política y la cultura. Su sede central se encuentra en Vitoria, Casco Antiguo (Calle Bueno Monreal), siendo este el foco principal de sus noticias, aunque aportan información referente a todo el País Vasco.
Cuenta con dos emisoras Hala Bedi Bi (88.8 FM), donde los contenidos se publican únicamente en euskera, y Hala Bedi Bat (107.4 FM), donde se emite tanto en euskera como en castellano, aunque predomina más el castellano.

## Historia
Hala Bedi nace en Vitoria el 4 de agosto de 1983. Los cambios que se produjeron en Vitoria en la década de los ochenta fueron especialmente revolucionarios. Tras la muerte del dictador, los nuevos aires de libertad que se dieron en Europa, entraron en todo el Estado. Los sucesos del 3 de marzo de 1976 y la respuesta de la clase obrera fueron imprescindibles para la conquista de los derechos y libertades más fundamentales. La ciudad, que en los setenta había pasado de ser una ciudad de militares y curas, pasó a  convertirse en una ciudad de inmigrantes y revolucionarios.
Como consecuencia de este cambio de mentalidad, los jóvenes no estaban conformes con seguir una línea tradicional. Empezaron a expresar sus mentalidad y pensamientos, que distaban mucho de los valores establecidos por sus mayores,  y lo hacían sin vergüenzas y sin complejos.
En lugares como Vitoria, donde el movimiento nacionalista no tenía tanta fuerza, se facilitó la creación de un movimiento, urbano, desde esferas izquierdistas. Existía un número importante de gente que se movía en estos parámetros autónomos, que rechazaba la participación en los espacios políticos clásicos y pretendía crear ámbitos sociales paralelos desde donde rechazar las propuestas de sectores oficiales. El constante alejamiento de cualquier corriente ideológica daba paso a la creación de espacios en los que expresar las inquietudes de todos los individuos que formaban la existencia social de la calle. Todo lo que fluía por ella era merecedor de ser parte de las experiencias que surgían.
Este movimiento alternativo, desarrollado en la década de los ochenta en Vitoria, tuvo especial relevancia y un amplio desarrollo. El movimiento alternativo fue intenso y productivo en campos como el de la música, donde grupos como Hertzainak, Potato y La Polla Records agitaban las calles y eso animaba a la gente a rebelarse contra las injusticias. También en campos como el cine, el arte, radios alternativas, espacios autogestionados, etc.  A comienzo de la década muchos fueron los estudiantes que llegaron a ciudad para asistir a la recién creada universidad o para dar clases en los euskaltegis. De todos esos jóvenes muchos fueron los que fijaron su punto de residencia en Vitoria, convirtiendo la ciudad en un gran foco ideológico y de juventud. Empezaron a surgir dinámicas variadas para dar salida a las preocupaciones de los jóvenes sobre la realidad obsoleta de la ciudad. Las experiencias fueron variadas: fiestas alternativas, procesiones ateas, grupos de música, gaztetxe, mundo del cómic, teatro, cine… y dentro de toda esa cantidad de experiencias populares se encuentra Hala Bedi.
En sus inicios, Hala Bedi fue una emisora que funcionaba de una forma clandestina, y no tenía un domicilio fijo, sino que estaba ubicada en distintos pisos del Casco Viejo de Vitoria. La emisión se hacía de una forma puntual, en momentos concretos donde se tenía algo especial que decir o algún colectivo quería reivindicarse. Los recursos con los que contaban en esos momentos eran mínimos, una pequeña mesa de mezclas, una emisora, una antena y un radiocasete.
Las características principales que definen Hala Bedi son: la preocupación por la autogestión y la independencia, es decir, no depender de subvenciones ni de ningún aspecto comercial, así como tampoco de ningún otro colectivo, asociación o entidad política. También dan mucha importancia al funcionamiento asambleario,  a la consideración de la interculturalidad y la diversidad como valores. No se trata solo de una radio, sino de un instrumento del movimiento popular. Era tal su poder que sufrieron boicots y el cierre de varios de sus locales por parte de la policía.

### Cultura
Arrapataka
Balea
Bertxoko
Kodoro Games
Programa sobre actualidad de videojuegos.
Lo que el Viento se Dejó
Obaba
Tarteka
Traumreise

### Magazines

#### Hizpidea
Hizpidea es una revista dedicada a noticias de carácter político.

#### Suelta la olla
Suelta la olla es una revista donde se habla de las noticias de actualidad, desde una perspectiva libre de la manipulación de la mayoría de medios de comunicación. Las noticias van desde lo global a lo local y son transmitidas a través de entrevistas y reportajes. Tratan temas relacionados con el ambientalismo, el feminismo y el anticapitalismo entre otros.

#### Zebrabidea
Paso de cebra o Zebrabidea es una revista donde se tratan una amplia gama de problemas sociales. Cuenta con la ayuda de muchos colaboradores externos. La revista está abierta desde las 16:00 hasta las 18:00 horas. Esta revista está producida por Arrosa Irrati Sarea.

### Música

#### Klask
La Maketa

### Sociales

#### A todo gas
Espacio dedicado a la preocupación por el medio ambiente.

#### Hola Latinoamerica
Se trata de una sección que se emite todos los sábados de 9:00 a 11:00h, en Hala Bedi Bat (107.4FM). La emite el Colectivo Latinoamericano de Refugiad@s BACHUE . El objetivo es acercar América Latina, el Caribe, Europa y el País Vasco. Surgen otras perspectivas de los gobiernos, ya sean gobiernos de izquierda, culturales, femeninos, juveniles, etc. Dar voz a quienes no tienen voz en los grandes medios.

#### La Pila
Es un programa de radio que se emite los domingos por la noche. Denuncian la información y la situación de los presos vascos. El programa se compone de entrevistas, programas monográficos, creación artística en el interior de las cárceles, entre otros temas.

#### Más asfalto
En este apartado podemos encontrar noticias relacionadas sobre la vivienda, la ocupación, cárcel, etc.

## Empresa/organigrama del medio
Hala Bedi Irratia es una asociación sin ánimo de lucro. Funcionan de manera democrática y asamblearia, con el fin de que cada miembro posea un voto, y evitar así que una sola persona tenga el monopolio de decisiones dentro del proyecto. Al configurarse como una asociación, no fue necesario aportar una contribución financiera inicial para poner en funcionamiento el proyecto. Dado que Hala Bedi funciona como una asamblea, no existe un equipo directivo, sino que las decisiones las toman entre todos los miembros del proyecto. Se realizan 3/4 asambleas por año, y posteriormente se publican las decisiones que se han tomado en dicha asamblea, a la que pueden acudir todos los miembros del proyecto.
El proyecto está formado 150 voluntarios, que permiten que Hala Bedi funcione. De esos 150 empleados, tan sólo 6 trabajan a tiempo parcial. Entre sus tareas, está colaborar en radio, en el sitio web  o en la puesta en servicio de videos. La mayor parte del trabajo la realizan voluntarios, aunque no todos son periodistas.

## Modelo de negocio
Hala Bedi Irratia ofrece sus contenidos de una manera gratuita, pero también ofrece la posibilidad de suscribirse. Se trata de una emisora de radio autogestionada, pero recibe  apoyo financiero a través de las suscripciones de sus oyentes. A partir de un mínimo de 5 € al mes, el importe de la aportación se puede determinar en función de la capacidad de cada persona. Hay diferentes opciones para los abonados, como rellenar una tarjeta en el Bar Hala Bedi del casco antiguo de Vitoria y ponerla en un buzón o llevarla a la radio o dársela a un miembro de la radio.
La financiación del proyecto proviene de los socios y de las iniciativas que estos emprenden. No incluyen publicidad, a excepción de cuñas de radio,  con el objetivo de dar a conocer las convocatorias o iniciativas de los movimientos populares. También hay una predicción de las demostraciones que se llevarán a cabo o reclamos sobre reciclaje, etc.
- Datos: Q12258854